# 유랑민

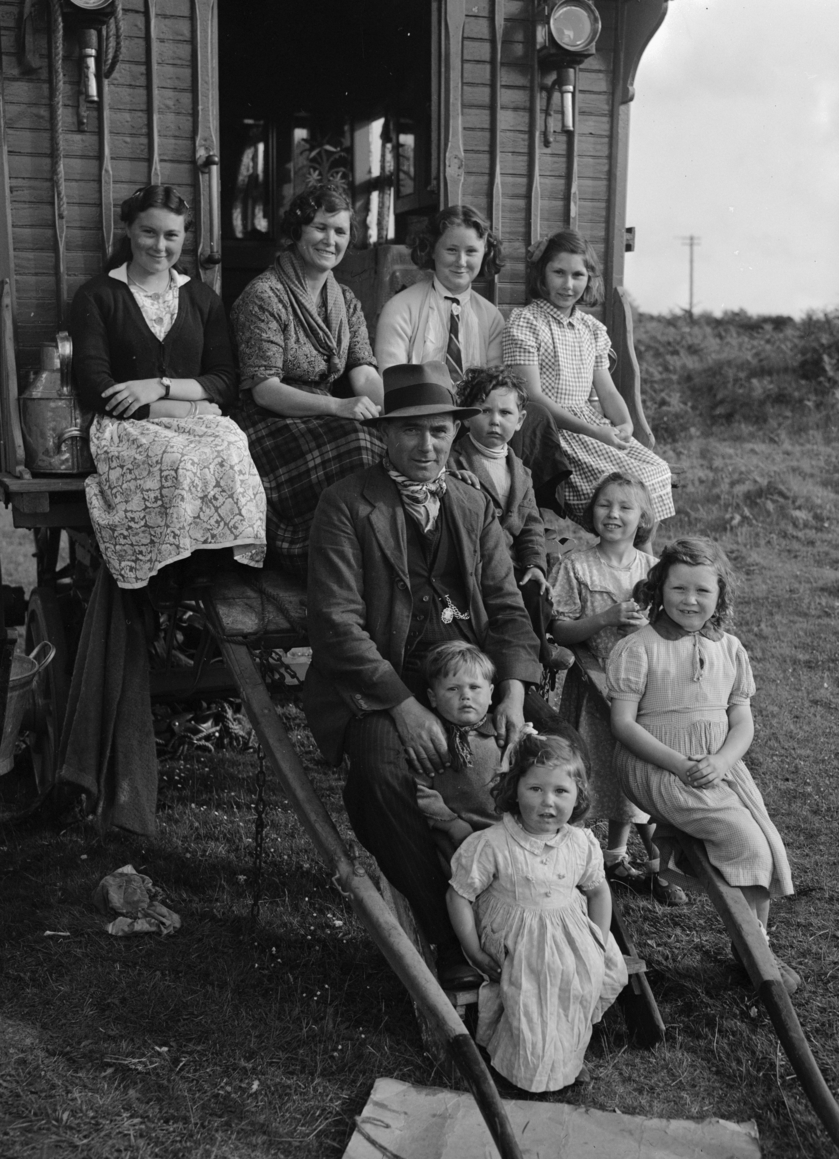
대표적인 소요유랑민인 집시 가족과 그들의 이동주택(1951년 웨일스에서 촬영).

유랑민(流浪民, Nomads), 또는 방랑민족(放浪民族, Travelers)이란 고정된 거주지 없이 여기저기를 떠돌아다니는 인구집단이다. 수렵채집민(hunter-gatherers), 유목민(pastoral nomads), 소요유랑민(peripatetic nomads) 등이 유랑민의 범주에 포함된다.
수렵채집 유랑민은 사냥할 동물과 채집할 식물의 분포를 따라 이동하면서 생활한다. 이것은 인류의 가장 오래된 생활방식이기도 하다.
유목민은 가축을 기르며 목초지를 찾아 가축을 몰고 이동한다. 유목은 스텝, 툰드라, 사막 등 농경이 불가능한 지역에서 발달했다. 유목민의 수는 근대 이후 꾸준히 줄어들어서, 1995년 기준 전세계에 3000만-4000만 명밖에 남아있지 않다.
소요유랑민은 정주민족 공동체 사이를 돌아다니며 자기들의 특수한 기능이나 상품을 정주민족들에게 판매하는 것으로 삶을 영위하는 집시 같은 이들을 일컫는다.

## 같이 보기
- 유럽의 유목민
- 목축
- 이목 (목축)
- 디지털 유목민
- 서드 컬처 키드